# جانغ بونغ يون
جانغ بونغ يون هو لاعب كرة سلة كوري جنوبي. مثّل منتخب بلاده. شارك في دورة الألعاب الأولمبية الصيفية سنة 1948.

## روابط خارجية
- جانغ بونغ يون على موقع الاتحاد الدولي لكرة السلة (الإنجليزية)
- جانغ بونغ يون على موقع سبورتس رفرنس (الإنجليزية)
- جانغ بونغ يون على موقع أوليمبيديا (الإنجليزية)